# Daniel Richardsson
Pour les articles homonymes, voir Richardsson.
Daniel Richardsson, né le 15 mars 1982 à Hudiksvall, est un fondeur suédois. Double champion olympique de relais, en 2010 et 2014, il est également médaillé de bronze lors du quinze kilomètres lors de cette dernière édition. Avec le relais suédois, il est également triple médaillé d'argent aux Championnats du monde et détenteur d'une médaille de bronze. Il fait ses débuts en Coupe du monde de ski de fond en 2003, montant sur son premier podium individuel en novembre 2010 à Gällivare et gagnant deux manches de Coupe du monde en 2011 et 2014 sur style classique, ainsi qu'une étape du Tour de ski 2009-2010.

## Biographie
Membre du club de sa ville natale Hudiksvall, il dispute sa première compétition internationale majeure en 2002 avec les Championnats du monde junior. Un an plus tard, il appelé pour un relais en Coupe du monde à Falun, puis fait ses débuts individuels en 2004 à Umeå.
En 2006, sa treizième place sur la Vasaloppet lui apporte des points pour la Coupe du monde, et apparaît pour la première fois au classement général.
Le Suédois prend part à la Coupe du monde de manière régulière à partir de l'hiver 2007-2008, où il est engagé sur le premier Tour de ski et prend notamment la cinquième place au sprint par équipes à Liberec. En novembre 2008, avec une deuxième place avec le relais à Gällivare, il monte sur son premier podium en Coupe du monde. Il connaît d'autres premières cette année, obtenant deux top dix dont une huitième place au cinquante kilomètres classique à Holmenkollen et une sélection aux Championnats du monde, où il est otamment vingtième du quinze kilomètres classique et sixième du relais.
Il se révèle au plus haut niveau lors du Tour de ski 2009-2010, où il bat Lukáš Bauer et Petter Northug sur le dix kilomètres classique de Toblach pour enlever sa première étape de Coupe du monde.

## Palmarès

### Jeux olympiques
En 2010, il est le premier relayeur de l'équipe suédoise championne olympique, équipe également composée de Johan Olsson, Anders Södergren et Marcus Hellner.
En fin d'année, tous les membres de ce relais sont récompensés par la Médaille d'or du Svenska Dagbladet, distinguant la performance sportive suédoise de l'année.
En 2014, lors des Jeux olympiques de Sotchi, il remporte sa première médaille individuelle en grande compétition en terminant troisième lors du 15 kilomètres classique derrière Dario Cologna et son compatriote Johan Olsson. Il participe ensuite au relais 4 × 10 km avec Lars Nelson, Johan Olsson et Marcus Hellner, permettant aux Suédois de conserver leur titre.
| Épreuve / Édition   | Sprint                           | Sprint                           | 15 km                            | 15 km                               | Skiathlon 2 × 15 km | 50 km | Relais | Relais                         |
| Épreuve / Édition   | libre                            | classique                        | libre                            | classique                           | Skiathlon 2 × 15 km | 50 km | Sprint | 4 × 10 km                      |
| JO 2010 Vancouver   | Épreuve inexistante à cette date | —                                | 22e                              | Épreuve inexistante à cette date    | 23e                 | 7e    | —      | Médaille d'or, Jeux olympiques |
| JO 2014 Sotchi      | —                                | Épreuve inexistante à cette date | Épreuve inexistante à cette date | Médaille de bronze, Jeux olympiques | 7e                  | 8e    | —      | Médaille d'or, Jeux olympiques |
| JO 2018 Pyeongchang | Épreuve inexistante à cette date | —                                | 11e                              | Épreuve inexistante à cette date    | 14e                 | 7e    | —      | 5e                             |

Légende :
- : première place, médaille d'or
- : troisième place, médaille de bronze
- : pas d'épreuve
- — : Non disputée par Richardsson

### Championnats du monde
| Épreuve / Édition              | Sprint                           | Sprint                           | 15 km                            | 15 km                            | Skiathlon 2 × 15 km | 50 km classique | Relais | Relais                    |
| Épreuve / Édition              | libre                            | classique                        | libre                            | classique                        | Skiathlon 2 × 15 km | 50 km classique | Sprint | 4 × 10 km                 |
| Mondiaux 2009 Liberec          | —                                | Épreuve inexistante à cette date | Épreuve inexistante à cette date | 20e                              | —                   | 30e             | —      | 6e                        |
| Mondiaux 2011 Oslo             | —                                | Épreuve inexistante à cette date | Épreuve inexistante à cette date | 42e                              | 27e                 | 7e              | —      | Médaille d'argent, monde  |
| Mondiaux 2013 Val di Fiemme    | Épreuve inexistante à cette date | —                                | 10e                              | Épreuve inexistante à cette date | 18e                 | 10e             | —      | Médaille d'argent, monde  |
| Mondiaux 2015 Falun            | Épreuve inexistante à cette date | —                                | 13e                              | Épreuve inexistante à cette date | —                   | 9e              | —      | Médaille d'argent, monde  |
| Mondiaux 2017 Lahti            | —                                | Épreuve inexistante à cette date | Épreuve inexistante à cette date | 12e                              | 23e                 | -               | —      | Médaille de bronze, monde |
| Mondiaux 2019 Seefeld in Tirol | —                                | Épreuve inexistante à cette date | Épreuve inexistante à cette date | 21e                              | 15e                 | 15e             | —      | -                         |

Légende :
- : deuxième place, médaille d'argent
- : troisième place, médaille de bronze
- : pas d'épreuve
- — : Non disputée par Richardsson

### Coupe du monde
- Meilleur classement général : 3e en 2011.
- Meilleur classement en distance : 2e en 2011.
- 14 podiums :
  - 6 podiums en épreuve individuelle : 2 victoires, 2 deuxièmes places et 2 troisièmes places.
  - 8 podiums par équipes : 1 victoire, 5 deuxièmes places et 2 troisièmes places.

#### Courses par étapes
- Tour de ski : 1 podium d'étape (1 victoire), 8e en 2010 et 2018.
- Nordic Opening : 2 podiums d'étape.
- Finales : 1 podium d'étape, 4e en 2014.

#### Détail des victoires
| Épreuve / Édition | 15 km | 15 km     | 50 km | 50 km     |
| Épreuve / Édition | libre | classique | libre | classique |
| 2011              |       | Drammen   |       |           |
| 2014              |       |           |       | Oslo      |

- Il compte aussi une victoire d'étape au Tour de ski 2009-2010 (10 km classique à Toblach).

#### Classements en Coupe du monde
| Année     | Classement général final | Classement distance | Classement sprint |
| 2005-2006 | 120e                     | 82e                 |                   |
| 2007-2008 | 112e                     | 83e                 | 89e               |
| 2008-2009 | 50e                      | 35e                 |                   |
| 2009-2010 | 17e                      | 18e                 | 83e               |
| 2010-2011 | 3e                       | 2e                  | 23e               |
| 2011-2012 | 38e                      | 30e                 |                   |
| 2012-2013 | 24e                      | 21e                 | 92e               |
| 2013-2014 | 8e                       | 3e                  | 98e               |
| 2014-2015 | 15e                      | 17e                 |                   |
| 2015-2016 | 64e                      | 41e                 |                   |
| 2016-2017 | 33e                      | 24e                 |                   |
| 2017-2018 | 17e                      | 16e                 |                   |
| 2018-2019 | 62e                      | 40e                 |                   |
| 2019-2020 | 49e                      | 42e                 |                   |

### Coupe de Scandinavie
- 3 victoires.